# 约阿希姆·拉德马赫

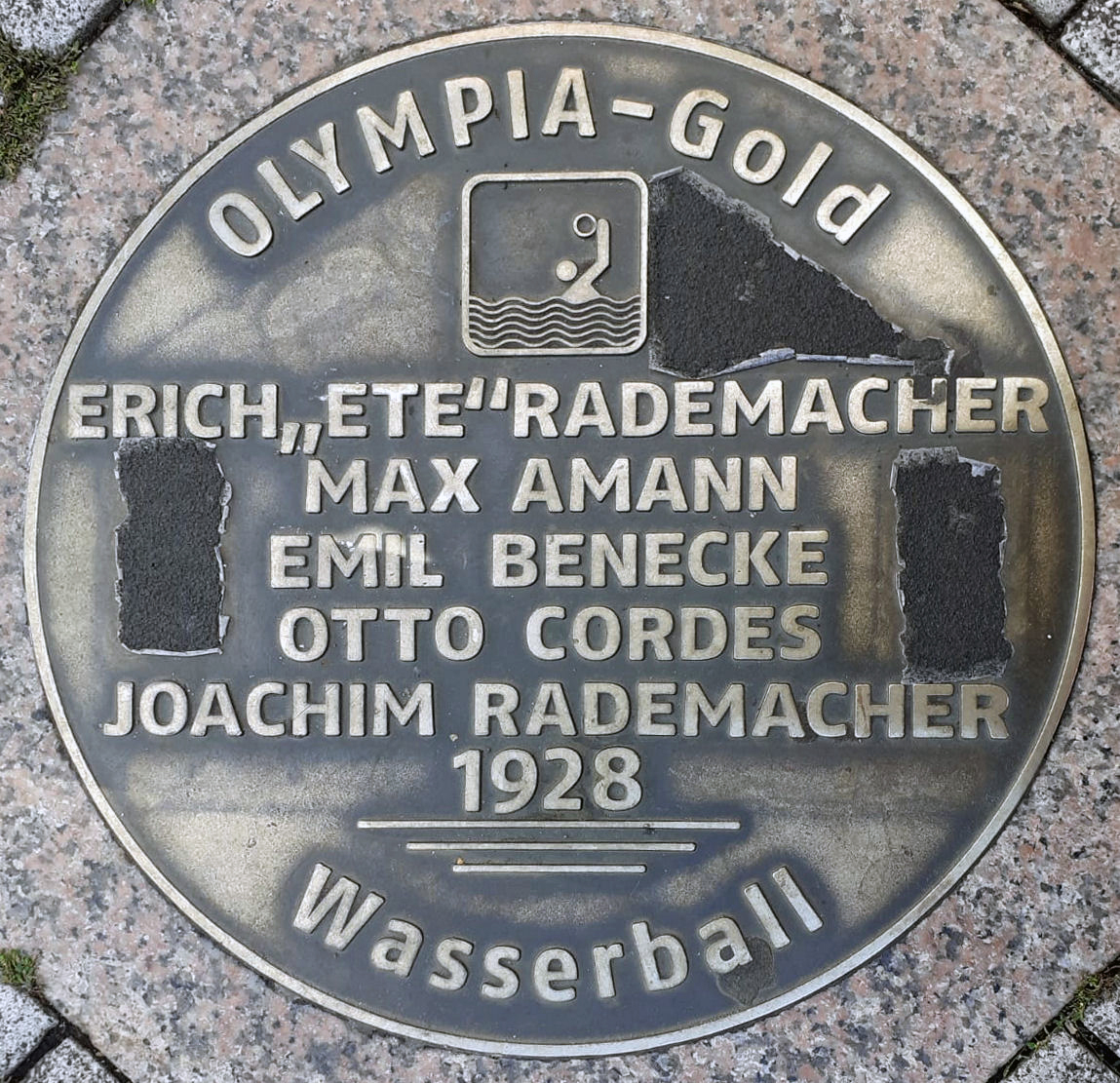
约阿希姆·拉德马赫（紀念他於1928年夏季奥林匹克运动会水球比賽获得金牌）

约阿希姆·拉德马赫（德語：Joachim Rademacher，1906年6月20日—1970年10月21日），德国男子水球运动员。他曾代表德国参加1928年和1932年夏季奥林匹克运动会水球比赛，获得一枚金牌和一枚银牌。